# Sigismond Ier Báthory
Sigismond Ier Báthory est voïvode puis prince de Transylvanie de 1581 à 1594, de 1594 à 1598 puis de 1598 à 1599 et, enfin, de 1601 à 1602. 

## Biographie
Fils de Christophe Báthory et d'Elisabeth Bocskai, né à Nagyvárad en 1572. Il succède à son père comme voïvode de Transylvanie en 1581. Il devient prince après la disparition de son oncle, le roi Étienne Báthory.
Ce prince belliqueux mais fantasque, s'allie successivement avec les Ottomans et avec l'Autriche. Il quitte et reprend plusieurs fois la couronne :
Déçu par la Diète de Torda du 12 mai 1594 qui refuse de consentir à son entrée en guerre contre les Ottomans, il abandonne son trône en juillet 1594. C'est son cousin Boldizsár Báthory qui récupère la principauté, mais celui-ci est démis le 8 août lorsque Sigismond appuyé par son armée reprend le pouvoir. Boldizsár est assassiné dans sa prison.
Sigismond épouse le 6 août 1595 Marie-Christine de Habsbourg, cousine germaine de l'empereur Rodolphe II. Selon l'accord passé avec l'empereur, l'absence de descendant du couple doit entraîner la rétrocession de la Transylvanie à l'Empire. Mais la nuit de noces se passe mal, et Sigismond, refusant de consommer le mariage, fait enfermer sa femme le lendemain à la forteresse de Kővár vára.
Après la défaite de ses troupes les 23/26 octobre 1596, Sigismond Ier se rend à Prague en janvier 1597 afin de négocier avec l'empereur son abdication le 23 mars 1598 en faveur de Rodolphe II. Il reçoit en compensation les duchés silésiens d'Oppeln et de Ratibor. Le 18 avril 1598, à la demande de la noblesse locale, Marie-Christine est élue pour occuper le trône de Transylvanie après l'abdication de son mari - qu'elle n'occupe que nominativement, Rodolphe II ayant envoyé des représentants officiels pour occuper le trône.  
Rappelé par son armée, Sigismond reprend possession de sa principauté dès le 22 août suivant, et se réconcilie avec sa femme. Le 21 mars 1599, il renonce de nouveau à son trône en faveur du frère de Boldizsár, le cardinal André Báthory, vassal de la Pologne alliée des Turcs. Son épouse rentre en Autriche, et la dissolution du mariage est accordée par le pape Clément VIII pour « impuissance ».  
Les armées de Transylvanie sont vaincues par Michel le Brave le 28 octobre 1599, et André Báthory est tué le 3 novembre 1599. Sigismond retrouve la Transylvanie le 3 avril 1601, et résiste aux tentatives autrichiennes pour la reprendre (profitant notamment de l'assassinat de Michel le Brave par le général Giorgio Basta). Il finit toutefois par la céder définitivement à l'empereur Rodolphe II le 29 juin 1602 et se retira à Prague, où il meurt dans l'anonymat le 27 mars 1613.  